# Lot Południowo-Zachodniej Polski im. Franciszka Żwirki
Lot Południowo-Zachodniej Polski im. Franciszka Żwirki – najstarsza cykliczna impreza sportu samolotowego w Polsce organizowana przez Aeroklub Krakowski od 1929 roku. Wyniki zawodów są zaliczane do rankingu Samolotowego Pucharu Polski. Uważany za najstarsze nadal organizowane cykliczne zawody samolotowe na świecie.

## Historia

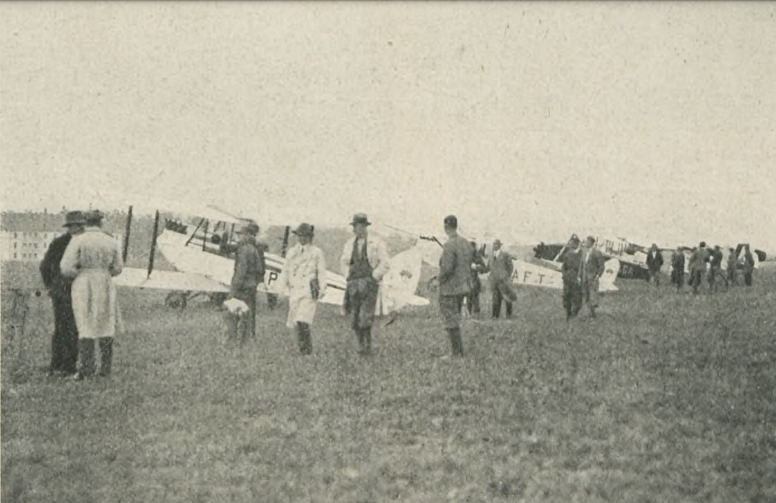
III Lot Południowo-Zachodniej Polski im. Franciszka Żwirki. Przed startem do lotu okrężnego.

Po raz pierwszy Akademicki Aeroklub w Krakowie zorganizował zawody pod nazwą Lot Południowo-Zachodniej Polski  6 października 1929 roku w ramach tygodnia lotniczego. Współorganizatorami były kluby LOPP w Krakowie i Katowicach. Rozpoczął je lot z lotniska w Rakowicach na trasie ok. 300 km: Kraków – Częstochowa – Katowice – Kraków. Punkty przyznawano za jak najszybsze pokonanie trasy. W drugiej konkurencji punkty piloci zdobywali za najszybszy wzlot na wysokość 1500 m, a w trzeciej za lądowanie w wyznaczonym prostokącie. Udział wzięło 18 załóg. W zawodach zwyciężył pilot Franciszek Żwirko na RWD-2. Zorganizowane w ten sposób zawody stały się najstarszymi nadal organizowanymi cyklicznymi zawody samolotowymi na świecie i najstarszymi zawodami lotniczymi po balonowym Pucharze Gordona Bennetta.
W 1930 roku zorganizowano drugą edycję zawodów, na podobnych zasadach, lecz samoloty klasyfikowano już w oparciu o międzynarodowy regulamin FAI; również zwyciężył w nich Franciszek Żwirko. Czwarty lot zaplanowano na wrzesień 1932 roku. Po 11 września 1932 roku, kiedy to zginął dwukrotny zwycięzca zawodów Franciszek Żwirko, pojawiły się plotki, ze zawody zostaną odwołane. Tymczasem Aeroklub Krakowski podczas posiedzenia zarządu podjął decyzję o ich przeprowadzeniu i nazwaniu imieniem dwukrotnego zwycięzcy. Z tej okazji Aeroklub Krakowski, 2 Pułk Lotniczy oraz miejski, wojewódzki i kolejowy komitety LOPP ufundowały nagrodę przechodnią im. Żwirki dla zwycięskiego klubu.

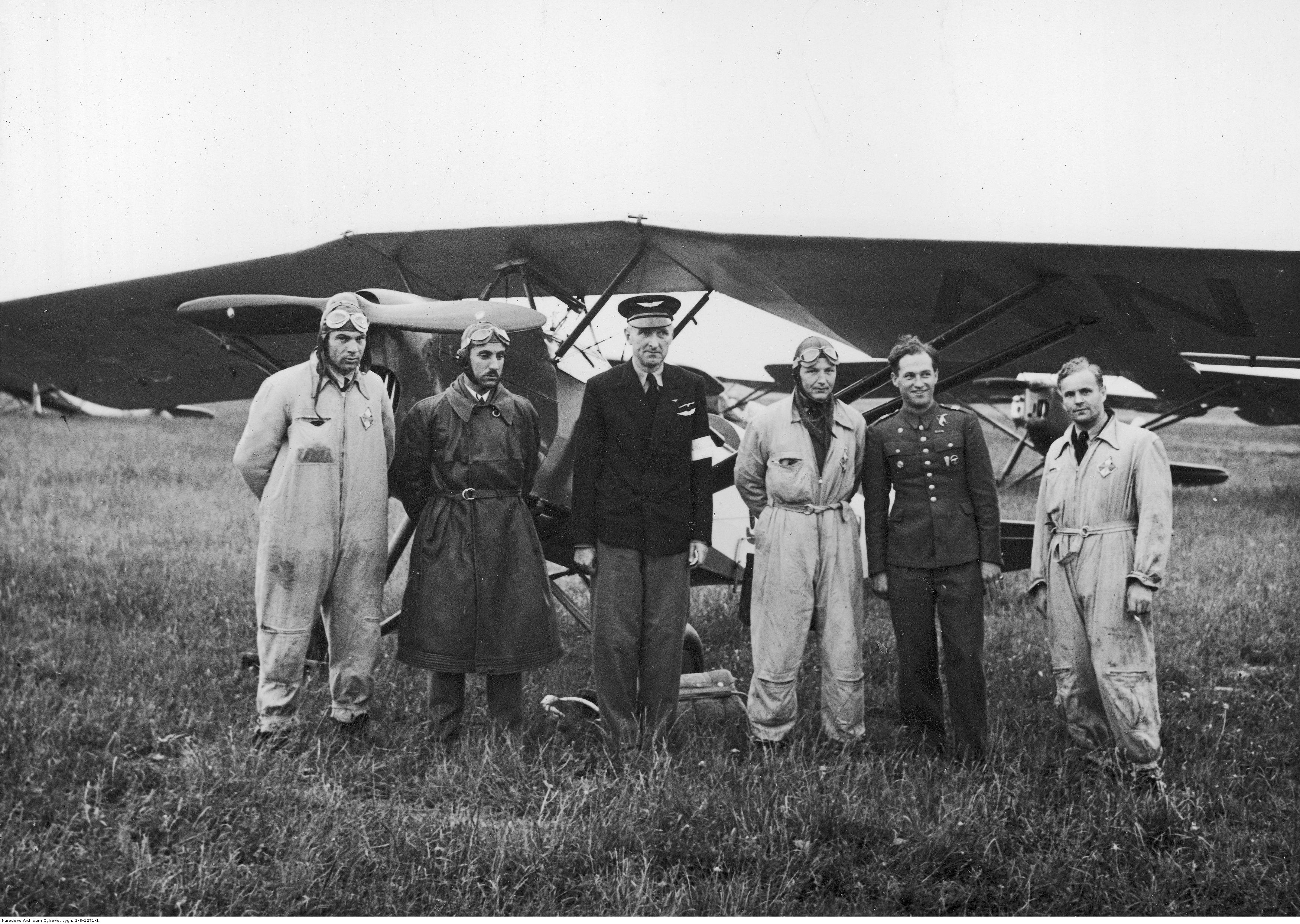
IX Lot Południowo-Zachodniej Polski im. Franciszka Żwirki. Na tle RWD-8 pozują piloci krakowscy – od lewej ppor. Mieczysław Pietrzyk, por. Stefan Czyżewski, kpt. Kazimierz Michalik, Józef Rojek, Klein.

W okresie dwudziestolecia międzywojennego zawody organizowano corocznie. Nie odbyły się w 1935 roku z powodu żałoby narodowej po śmierci marszałka Piłsudskiego oraz w 1938 roku, gdy Aeroklub Rzeczypospolitej podjął decyzję, że mogą odbyć się jedynie 4 regionalne imprezy samolotowe i 2 szybowcowe. Pierwszeństwa w organizacji zawodów udzielono aeroklubom, które dotąd takiej imprezy nie organizowały. Ostatnie przed wojną zawody odbyły się pod koniec maja 1939 roku. Po raz trzeci wygrał je Aeroklub Krakowski, tym samym zdobywając na własność puchar ufundowany w roku 1932.
Lot im. Żwirki stał się inspiracją do zorganizowania podobnych zawodów przez Aeroklub Wileński. Nadano im nazwę Lotu Północno-Wschodniej Polski. Pierwsza edycja odbyła się w dniach 1–2 lipca 1933 roku. Do wybuchu wojny zawody zostały zorganizowane czterokrotnie; po raz ostatni w lipcu 1938 roku.

### Okres powojenny
W 1958 roku podczas obchodów 30–lecia Aeroklubu Krakowskiego postanowiono wznowić organizację zawodów, zachowując przedwojenną nazwę Lotu Południowo-Zachodniej Polski im. Franciszka Żwirki, mimo zmiany granic Polski, oraz kontynuując przedwojenną numerację. Ciekawe jest to, że dwie lokalne gazety Echo Krakowa i Gazeta Krakowska pisząc o zawodach w 1958 roku używały nazwy Lot im. Żwirki i Wigury. W pierwszych powojennych zawodach latano na samolotach Junak-3 i Jak-18, a od 1970 roku przez długie lata typowymi stały się samoloty PZL-101 Gawron i PZL-104 Wilga.
O ile przed wojną zawody były najwyżej dwudniowe, to w okresie powojennym rozgrywano je w ciągu kilku dni, czasem z jednym dniem przerwy, a w 1961 roku (XIII lot) przedłużono je nawet o jeden dzień, ponieważ źle oznaczono tor lotu po trasie łamanej.
Zawody zazwyczaj odbywały się na lotnisku Aeroklubu Krakowskiego. Co najmniej dwukrotnie, w latach 1962 i 1970, przeniesiono je na inne lotniska. W 1962 roku współorganizatorem imprezy został klub nowosądecki. Zawody przeniesiono na lotnisko w Łosinie Dolnej, ponieważ w tym samym czasie w Krakowie zaplanowano Dni Krakowa. Jednak ulewne deszcze spowodowały rozmoczenie powierzchni i zamknięcie lotniska. Szef wyszkolenia klubu krakowskiego Adam Czepiński postanowił, że zawody nie zostaną odwołane. Przeprowadzono je przy pomocy aeroklubów z Wrocławia i Katowic. W 1970 roku zawody przeniesiono do Nowego Targu z powodu remontu lotniska w Pobiedniku.
Czternasty lot był zorganizowany jako pierwsze w powojennej Polsce zawody z udziałem załogi zagranicznej. Na samolocie Jak-18 wystartowali zawodnicy Aeroklubu Belgradzkiego z Jugosławii. W 1983 roku do zawodów zgłosiło się 33 pilotów, w tym 4 z Republiki Federalnej Niemiec. Polacy startowali na polskich Gawronach i czechosłowackich Zlinach, a Niemcy na Robinach. W 1988 roku w zawodach wzięli udział piloci z ZSRR i NRD.
Szesnaste zawody w 1966 roku były traktowane jako mistrzostwa Polski. W 1981 roku zostały przeprowadzone według regulaminu mistrzostw świata i stanowiły jedną z eliminacji dla czołówki pilotów przed startem w tej imprezie. W 1986 roku zmieniono formułę zawodów ze względu na zbliżające się Mistrzostwa Europy w lataniu precyzyjnym. Zawody wygrał Marian Wieczorek, brązowy medalista mistrzostw świata w lataniu precyzyjnym. W 1989 roku zawody były ostatnimi eliminacjami przed mistrzostwami świata w lataniu precyzyjnym w Danii.
O ile przed II wojną światową zawody odbywały się co roku, to po niej zdarzały się przerwy. Nie zostały zorganizowane w latach: 1963, 1965, 1967–1969, 1971–1974, 1976, 1978, 1982, 1985, 1990, 2020. Ponowny rozkwit zawody przeżywały od lat 80. XX wieku, organizowane głównie w formule zawodów latania precyzyjnego w oparciu o regulamin FAI. Od 1979 roku organizowano je już corocznie, z nielicznymi wyjątkami.
W 1977 roku zawody inaugurowały obchody 50-lecia istnienia Aeroklubu Krakowskiego.

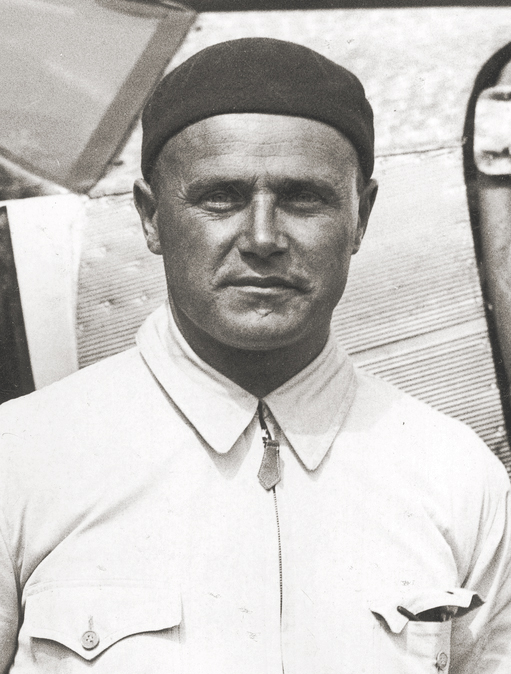
Franciszek Żwirko na zawodach Challenge w 1932 roku

## Zawody
Przed II wojną światową, od 1936 roku w zawodach nie mogli brać udziału piloci wojskowi ani zatrudnieni przez linie lotnicze. Już podczas pierwszej edycji w 1929 roku przy wyłanianiu zwycięzcy brano pod uwagę nie tylko lot okrężny, ale również próbę wzlotu i lądowania w wyznaczonymi polu. W pierwszych zawodach na 18 maszyn 9 było produkcji krajowej. Samoloty zostały podzielone na klasy w zależności od mocy silnika: 1. do 60 KM, 2. do 120 KM 3. do 300 KM.
Samoloty latały z dwuosobowymi załogami. Podczas drugich zawodów (1930) Żwirko startował bez nawigatora. Na jego miejscu umieszczono balast ważący 75 kilogramów. W 1930 roku pogoda podczas startu była deszczowa, dlatego na lotnisku pojawiło się niewielu widzów. W Katowicach piloci mieli problem ze znalezieniem lotniska, ponieważ przykrywała je mgła.
W 1931 roku wprowadzono po raz pierwszy „trójkąt regularności”, który polegał na przelocie 17,3 km trasy lotnisko – Kopiec Kościuszki – Kopiec Krakusa – lotnisko w czasie podanym przez zawodnika. Przelot musiał odbywać się po linii prostej, a za każdą sekundę skrócenia lub przedłużenia lotu naliczano po jednym punkcie karnym.
Zarówno do drugiej, jak i trzeciej edycji zawodów nie było zbyt wielu zgłoszeń. Według redaktora Skrzydlatej Polski powodem była zarówno zła sytuacja finansowa klubów, jak i brak nagrody dla właścicieli samolotów.
Od siódmej edycji (1936) po zmianach w regulaminie bardziej liczyła się regularność lotu niż szybkość. Komunikaty dla zawodników podawała krakowska rozgłośnia Polskiego Radia.
Po II wojnie światowej pojawiły się nowe konkurencje, których poziom trudności wzrastał, w tym loty nawigacyjne. W 1975 roku wprowadzono po raz pierwszy lot po krzywce, tzw. „poker po krakowsku”, w którym należało zidentyfikować ze zdjęć w kolejności 9 obiektów. Od 1979 roku zmieniono zasady punktacji i zamiast zdobywania przez zawodników punktów zaczęto przyznawać punkty karne.
Od 2015 roku zawody są zaliczane do Precyzyjnego Pucharu Polski. Odbywają się na podstawie regulaminu latania precyzyjnego FAI. Zgodnie z zapisami regulaminowymi z 2019 roku udział w zawodach pilotów samolotowej kadry narodowej w lataniu precyzyjnym oraz trzech najlepszych juniorów kadry narodowej jest obowiązkowy. Z tego obowiązku może ich zwolnić tylko asystent trenera kadry narodowej lub AS AP. Koszty bezpośredniego udziału pilotów w zawodach (samoloty, paliwo) są pokrywane przez Aeroklub Polski, pozostałe koszty zaś (hotel, wyżywienie itp.) ze środków własnych lub klubowych.

## Nagrody
Zgodnie z regulaminem w pierwszej edycji przyznano 5 nagród. Za zajęcie najwyższego miejsca i uzyskanie maksymalnej liczby punktów Franciszek Żwirko otrzymał 1000 złotych od ministra komunikacji oraz srebrną papierośnicę i kasetkę od Aeroklubu Rzeczypospolitej. Za kolejne miejsca były zarówno nagrody pieniężne, jak i rzeczowe, w tym złoty zegarek, w imieniu szefa aeronautyki wręczany najlepszemu pilotowi wyszkolonemu przez aerokluby akademickie, który otrzymał członek redakcji IKC Kazimierz Piotrowski. Przed drugim lotem w 1930 roku prof. Pruszkowski zaproponował, aby nagrodą dla zwycięzcy była awionetka.
Po zakończeniu II Lotu Południowo-Zachodniej Polski Żwirko otrzymał nagrodę przechodnią śląskiego komitetu Ligi Obrony Powietrznej i Przeciwgazowej. Najwięcej nagród, bo brązową statuetkę za największą średnią szybkość (nagroda przechodnia Wojewódzkiego Komitetu LOPP w Krakowie), srebrny puchar za lot na wysokość 2250 m (nagroda przechodnia Miejskiego Komitetu LOPP w Krakowie), skórzany neseser od prezydenta Katowic za największą szybkość na trasie Nowy Targ – Katowice, brązową statuetkę marszałka Piłsudskiego za największą szybkość od Kadr Kolejowców Śląskich, otrzymał Jerzy Drzewiecki. Skórzaną walizkę, będącą nagrodą Śląskiego Komitetu Kolejowego w Katowicach, otrzymał kpt. Ignacy Gedgowd. Natomiast 1000 zł ufundowanych przez ministra komunikacji, a będących nagrodą dla zawodnika wyszkolonego w klubach lotniczych, wręczono prof. T. Pruszkowskiemu.

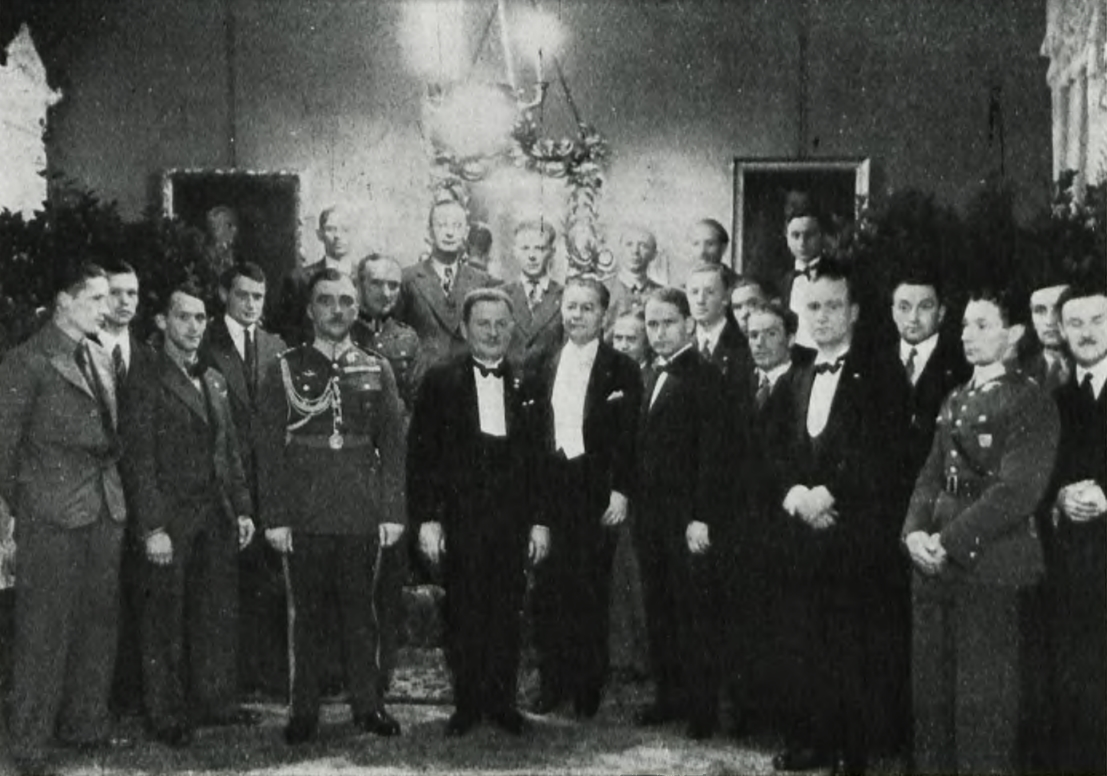
Rozdanie nagród VI Lotu Południowo-zachodniej Polski. Władze Aeroklubu Krakowskiego, zawodnicy i goście

Od drugiej edycji zawodów (1930) najlepszemu aeroklubowi przyznawano puchar przechodni. W trzech kolejnych edycjach puchar zdobywał aeroklub warszawski, w 1931 roku zgodnie z regulaminem otrzymując go już na stałe. Od czwartej edycji przyznawano nagrodę przechodnią im. Żwirki. W 1932 roku zdobył ją Aeroklub Śląski, w 1933 Aeroklub Krakowski, w 1934 Aeroklub Łódzki, natomiast w latach 1936, 1937 i 1939 Aeroklub Krakowski. W 1939 roku krakowski klub zdobył puchar na własność.
W czwartej edycji (1932) oprócz pucharu przyznano nagrody ministra komunikacji: 600 złotych dla Aeroklubu Śląskiego, 500 dla Aeroklubu Krakowskiego, a 400 dla Aeroklubu Lubelskiego. Tadeusz Krok otrzymał nagrodę przechodnią Wojewódzkiego Komitetu LOPP w Krakowie za najlepszą szybkość (postać zwycięzcy w brązie) i puchar ufundowany przez krakowski komitet kolejowy dla najlepszego krakowskiego zawodnika. Leonard Satel otrzymał nagrodę prezydenta Katowic (neseser podróżny). Nagrodę Miejskiego Komitetu LOPP w Krakowie za najkrótszy start zdobył Wojciech Kołaczkowski. Nagrodę Śląskiego Komitetu LOPP dla drugiego najlepszego zawodnika śląskiego zdobył Jan Sopora (papierośnicę srebrną). Nagrodę za lądowanie, ufundowaną przez Ciszewskiego, dyrektora Zakładów Hohenlohe, otrzymał Józef Sido (srebrny zegarek). Wojciechowi Kołaczkowskiemu przyznano nagrodę imienia mjr. pil. Długoszowskiego, ufundowaną przez jego żonę dla zawodnika, którego prześladował największy pech.
W 1933 roku nagrody pieniężne Ministerstwa Komunikacji otrzymały: 600 zł Aeroklub Warszawski, 500 zł Aeroklub Krakowski i 400 złotych Aeroklub Śląski. Wiktorowi Chałupnikowi wręczono nagrodę łódzkiego (obraz) i lubelskiego (złoty zegarek) komitetów LOPP oraz nagrodę prezesa LOPP w Mielcu. Mieczysław Pronaszko otrzymał puchar Zarządu Głównego LOPP za najkrótsze lądowanie. Nagrodę Zarządu Głównego LOPP (zegar biurowy) zdobył Tadeusz Halewski, zaś nagrodę Miejskiego Komitetu LOPP w Krakowie (złoty zegarek) Jan Sołtykowski, a nagrodą częstochowskiego Komitetu LOPP (srebrna papierośnica) uhonorowano Kazimierza Piotrowskiego. Wśród innych nagród znalazły się neseser i narzuta łowicka.
W 1934 roku nagrody przechodnie i honorowe zdobyli: nagrody przechodnie im. Franciszka Żwirki oraz Obwodu Miejskiego LOPP w Krakowie – Aeroklub Łódzki, nagrodę przechodnią Okręgu Śląskiego LOPP w Katowicach – Aeroklub Warszawski. Nagrody pieniężne Ministerstwa Komunikacji za pierwsze miejsce w ogólnej klasyfikacji wręczono Aeroklubowi Łódzkiemu (300 zł), a za drugie – Aeroklubowi Warszawskiemu (200 zł). Za uzyskanie trzeciego miejsca 100 zł od Okręgu Wojewódzkiego LOPP w Krakowie otrzymał Aeroklub Krakowski. Przyznano również wiele nagród rzeczowych dla załóg, wśród nich po raz drugi nagrodę pocieszenia imienia mjr. pil. Jerzego Długoszowskiego dla pilota, „którego mimo dobrych możliwości prześladował pech” (neseser ufundowany przez Hannę Długoszowską otrzymał Zdzisław Kulpiński).
W kolejnych latach nie publikowano listy nagród.

### Po II wojnie światowej
W 1959 roku zwycięzcy otrzymali puchar ufundowany przez WSK Mielec. Dodatkowo zwycięzcy dostali dwa motocykle WFM, zdobywcy drugiego miejsca 2 aparaty radiowe Etiuda, a za trzecie miejsce Szarotkę.
W 1983 roku zwycięzca zdobył puchar przechodni ufundowany przez dyrektora naczelnego Huty im. Lenina.

## Wyniki
| Nr  | Miejsce rozgrywania zawodów                                    | Termin           | Zwycięzcy (aeroklub – samolot) | Liczba zawod- ników | Konkurencje |
| --- | -------------------------------------------------------------- | ---------------- | --- | ------------------- | --- |
| 1   | Lotnisko Rakowice-Czyżyny                                      | 6.10.1929        | 1. Franciszek Żwirko (Akademicki Aeroklub Warszawski) – RWD-2 2. Bernard Skórzewski (Akademicki Aeroklub Warszawski) – DH.60 Moth 3. Stanisław Działowski (Aeroklub Krakowski) – DKD-IV                                                          | 18                  | 3 1. 300 km lot na trasie Kraków – Częstochowa – Katowice – Kraków. 2. Próba wzlotu na wysokość 1500 m 3. Lądowanie w wyznaczonym polu |
| 2   | Lotnisko Rakowice-Czyżyny                                      | 7.09.1930        | 1. Franciszek Żwirko – RWD-2 2. kpt. Ignacy Giedgowd i inż. Jan Weber (Państwowe Zakłady Lotnicze) – PZL.5 3. sierż. Stanisław Działowski i kpt. Mieczyslaw Lisiewicz (Aeroklub Krakowski) – DKD-V                                               | 9                   | 3 1. Przelot Kraków – Nowy Targ – Katowice – Częstochowa – Kraków. 2. Próba wysokości osiąganej w 15 min. 3. Próba lądowania w prostokącie o oznaczonych wymiarach. |
| 3   | Lotnisko Rakowice- Czyżyny                                     | 15–16. 08.1931   | 1. Mieczysław Pronaszko i Stanisław Wigura(Aeroklub Warszawski) – RWD-5 2. Por. inż. Robert Hirszbandt i pos, Jan Rudowski (Aeroklub Warszawski) – PZL 5 3. prof. Tadeusz p Pruszkowski i Helena Okołowiczowa (Aeroklub Warszawski) – DH.60 Moth | 8                   | 4 1. 500 km na trasie Kraków – Mielec – Częstochowa – Katowice – Nowy Targ – Kraków. 2. Lądowanie w kole. 3. Start i wysokość. 4. Trójkąt regularności (lot lotnisko – kopiec Kościuszki – kopiec Kraka – lotnisko) w czasie podanym przez zawodnika. |
| 4   | Lotnisko Rakowice- Czyżyny                                     | 18.09.1932       | 1. Leonard Satel (Aeroklub Śląski) – DH.60 Moth 2. Tadeusz Krok (Aeroklub Krakowski) – RWD-4 3. Jan Sopora (Aeroklub Śląski) – RWD-4 | 7                   | 4 1. Lot z uwzględnieniem regularności na trasie 500 km Kraków – Mielec – Nowy Sącz – Nowy Targ – Bielsko – Katowice – Częstochowa – Kraków 2. Zlot do Nowego Targu 3. Próbę krótkości startu 4. Próbę krótkości lądowania. Lot poprzedzony był sztafetowym rajdem lotniczo-samochodowo-motocyklowym 17 września |
| 5   | Rakowice-Czyżyny                                               | 10–11.06.1933    | 1. Wiktor Chałupnik i Kazimierz Chałupnik (Aeroklub Krakowski) PZL-5 2. por. Mieczysław Pronaszko i inż. Witold Rychter (Aeroklub Warszawski) RWD-5 3. kpt. Tadeusz Halewski i Tadeusz Drozdowski (Aeroklub warszawski) Moth                     | 11                  | 4 1. Przelot w dwóch etapach dziennych z lądowaniem na trasie Kraków – Łodź – Lublin – Sandomierz – Mielec – Zamość – Lwow – Dębica – Katowice – Nowy Sącz – Nowy Targ – Kraków 2. Próbę regularności lotu na trójkącie: Lotnisko (Rakowice), Kopiec Kościuszki, Kopiec Krakusa, Lotnisko. 3. Konkurs krótkości startu 4. Konkurs krótkości lądowania |
| 6   | Lotnisko Rakowice-Czyżyny                                      | 2–3. 06. 1934    | 1. Jerzy Orzechowski i Lucjan Fijuth (Aeroklub łódzki) RWD-8 2. inż. J. Drzewiecki i inż. L. Dulęba (Aeroklub warszawski) RWD-6 3. sierż. Stanisław Działowski i Stanisław Bezek (Aeroklub krakowski) PZL-5                                      | 13                  | 3 1. Przelot z lądowaniami i z uwzględnieniem regularności na trasach. 1153 km 2 czerwca lot na trasie: Kraków – Częstochowa – Kielce – Mielec –Sandomierz – Lublin – Zamość – Lwów i 3 czerwca na trasie: Lwów – Krosno – Dębica – Nowy Sącz – Tarnów – Nowy Targ – Katowice – Kraków. 2. Defilada po czworokącie: lotnisko Rakowice (punkt wyznaczony płachtą) – Kopiec Kościuszki – Kopiec Krakusa – Kopiec Wandy – lotnisko. 3. Próba lądowania w kole ze stojącym śmigłem lub zamkniętym gazem z wysokości od 200 do 600 m |
| 7   | Lotnisko Rakowice-Czyżyny                                      | 1–2.06.1936      | 1. Tadeusz Tyrała i Ignacy Dudek (Aeroklub Krakowski) RWD-8 2. Wiktor Chałupnik i Kazimierz Chałupnik (Aeroklub Krakowski) RWD-8 3. A. Wróblewski A i Jerzy Błachowski (Aeroklub Łódzki) RWD-8                                                   | 16                  | 1. Przelot na trasach (1244 km): 1.06 Kraków – Częstochowa –Kielce– Mielec – Sandomierz– Lublin – Zamość – Lwów, z lądowaniem we wszystkich tych miejscowościach z wyjątkiem Kielc i Lublina, gdzie należało tylko zrzucić meldunki ciężarkowe oraz 2 czerwca Lwów – Krosno – Dębica – Nowy Sącz – Tarnów – Nowy Targ – Bielsko – Katowice – Kraków, z lądowaniami we wszystkich tych miejscowościach z wyjątkiem Nowego Sącza i Tarnowa, gdzie należało zrzucić meldunki. Dodatkowo odcinkach lotu: Tarnów – Nowy Targ i Nowy Targ – Bielsko należało odnaleźć w terenie i oznaczyć na mapie dwa znaki T. 2. Opanowanie techniki pilotażu – wykonanie podczas jednego lotu: spirali w prawo i lewo, trzech ósemek i lądowania. |
| 8   | Lotnisko Rakowice-Czyżyny                                      | 16–17.05.1937    | 1. Józef Dec i Juliusz Klein (Aeroklub Krakowski) RWD-8 2. Mieczysław Pietrzyk i Korski (Aeroklub Krakowski) RWD-8 3. Wiktor Chałupnik i Rojek (Aeroklub Krakowski) RWD-8                                                                        | 22                  | 1. Próba orientacji pilotów, która polegała ona na odnalezieniu na trasie Kraków – Nowy Targ miejsca z wyłożonym nowym kursem. Lecąc po zmienionym kursie, trzeba było odnaleźć wyłożoną literę „T”, rzucić meldunek i lecieć do Nowego Targu. Na trasie Nowy Targ – Dębica znajdowała się tylko litera T, nad nią należało rzucić meldunek i lecieć już wprost do Krakowa. Ci, co litery nie znaleźli, obowiązani byli lecieć aż do Dębicy, tam rzucić meldunek i dopiero wracać do Krakowa. Na całej trasie obowiązywała regularność lotu. 2. Próba orientacji załóg. Po uzupełnieniu paliwa i załóg zawodnicy startowali do drugiej próby, mianowicie do lotu okrężnego, na trasie podzielonej na dwa etapy: Kraków –Katowice – Bielsko – Żywiec – Nowy Targ – Ustjanowa –Lwów i Lwów – Zamość – Mielec – Sandomierz – Kielce – Częstochowa – Kraków. Na pewnych odcinkach były do wykonania zadania, o których zawodników poinformowano na 2 minuty przed startem 3. Spirala podwójna 4. Lądowanie w prostokącie |
| 9   |                                                                | 28–29.05.1939    | 1. Józef Dec i Jan Zgłobik(Aeroklub krakowski) 2. Józef Rojek i Edward Piegłowski (Aeroklub krakowski) 3. Mieczysław Pietrzyk i Wanda Wierzbicka(Aeroklub krakowski)                                                                             | 21                  | 7 1. Lądowanie w prostokącie o wymiarach 30 × 100 m. 2. Przelot na orientacje na trasie Kraków–Kielce (piloci mapę z wyznaczoną trasą otrzymywali 4 minuty przed startem). 3. Przelot na punktualność z Kielc do Krakowa. 4. Próba lądowania w ograniczonym terenie z przeszkodami. 5. Lot w szyku dookoła lotniska z wykonaniem ósemki. 6. Przelot załóg na orientację. 7. Lądowanie ze stojącym śmigłem w oznaczonym kole. |
| 10  | Lotnisko Rakowice- Czyżyny                                     | 29.09–4.10.1958  | 1. Mieczysław Dąbkowski i Władysław Wójcicki (Centrum Wyszkolenia Lotniczego w Krośnie) 2. Józef Janik i Franciszek Drozdowski (Aeroklub Mielecki) 3. Zbigniew Łukasik i Tadeusz Banaś (Aeroklub Krakowski)                                      | 8                   | 4 1. Zlot na punktualność 2. Przelot z przeszukiwaniem terenu 3. Przelot nocny po trasie łamanej 4. Przelot po trasie łamanej na trasie Kraków – Kęty – Wolbrom – Tarnowskie Góry – Gliwice 5. Trójkąt nawigacyjny pod kołpakiem (ze względu na pogodę nie rozegrano) |
| 11  | Lotnisko Rakowice-Czyżyny                                      | 25–29.06.1959    | 1. Mieczysław Dąbkowski i Władysław Wójcicki Jak-18 2. Feliks Nadowski i Włodzimierz Nowak (Aeroklub białostocki) 3. Adam Bułat i Leon Grubski (Aeroklub krakowski)                                                                              | 23                  | 1. Lot po łamanej (przed startem z lotniska otrzymuje kurs, na którym ma szukać określonego znaku w terenie. Po osiągnięciu danego punktu następowała zmiana kursu). 2. Przelot na orientację wzrokową i radiostację prowadzącą 3. Lot nocny z meta na lotnisku w Rakowicach 4. Tzw. „ślepy lot” rozegrany 29 maja został unieważniony z powodu kiepskich warunków atmosferycznych (przelot w zakrytej kabinie po trójkącie nawigacyjnym) |
| 12  | Lotnisko Rakowice-Czyżyny                                      | 23–25.05.1960    | 1. Władysław Wójcicki i Zbigniew Wiśniewski(Centrum Wyszkolenia Lotniczego w Krośnie) 2. Zbigniew Rawicz i Henryk Sienkiewcz (Aeroklub Gliwicki) 3. Jerzy Piotrowski i Kazimierz Pogorzelski (Aeroklub warszawski)                               | 20                  | 1. Lot „na ślepo” w zakrytej kabinie. Pilot orientował się wyłącznie według przyrządów lecąc po specjalnie wyznaczonym trójkącie i jeżeli po osiągnięciu celu (i odkryciu kabiny) okazało się, że nie naleciał dokładnie na cel otrzymywał punkty karne. 2. Lot po trasie łamanej z Rakowic do Gliwic. 3. Lot na regularność na trasie Gliwice – Rakowce połączony ze zrzutem meldunków na celność 4. Lot nocny. 5. Lot z przeszukiwaniem terenu. |
| 13  | Lotnisko Rakowice-Czyżyny                                      | 16–21.05.1961    | 1. Edmund Mikołajczyk i Henryk Sienkiewicz (Aeroklub Gliwicki) 2. Józef Cierniak i Jan Tomaszewski (CWL Krosno) 3. Władysław Wójcicki i Zbigniew Wiśniewski (CWL Krosno)                                                                         | 17                  | 5 1. Lot po trasie łamanej |
| 14  | Lotnisko we Wrocławiu, Katowicach, Krakowie i Łososinie Dolnej | 8–10.05.1962     | 1. Zdzisław Dudzik i Andrzej Koskowski (Warszawa) Junak-3 2. Władysław Wójcicki, Zbigniew Welsch (Krosno) Junak-3 3. Jan Tomaszewski i Kapel (Krosno) Junak-3                                                                                    |                     | 3 1. Zlot do Wrocławia 2. Lot nocny po trasie (dwuetapowy) na trasie Wrocław – Katowice (z meldunkiem Strzelin, Opole, Ligota, Gliwice, Katowice) i Katowice–Kraków (z meldunkiem Brzeszcze, Łazany, Dębno, Pobiednik, Kraków). Załogi otrzymywały zadania dwie godziny przed startem. Podano w nich lokalizację znaków świetlnych w których należało meldować się o określonej godzinie. 3. Lot górski. Lotnisko Rakowice–Czyżyny – lotnisko Łososina Dolna. Lot po trasie łamanej, punktami zwrotnymi były szczyty górskie. |
| 15  | Lotnisko Rakowice-Czyżyny                                      | 23–27.06.1964    | 1. Władysław Gawlik i Stanisław Bryzgalski (Aeroklub Śląski) 2. Zdzisław Dudzik i Andrzej Koskowski (Warszawa) 3. Tadeusz Wójcik i Lucjan Fabianowicz (Radom)                                                                                    |                     | 1. Przelot po trasie łamanej Kraków – Ostrów Wielkopolski – Warszawa – Kraków. Brano pod uwagę regularność lotu. 2. Lot nocny z Ostrowa Wielkopolskiego do Warszawy. 3. Drugi lot nocny na trasie Warszawa – Kraków z przelotem nad Lublinem, Stalową Wolą, Tarnobrzegiem, Mielcem i Gdowem. Trzeba było nanieść z dokładnością do 2 km odnalezione znaki świetlne oraz z idealną dokładnością nadlecieć nad określony regulaminem punkt w terenie I wystrzelić rakietę. Jeżeli samolot rzeczywiście znajdował się nad danym punktem sędziowie zapalali znak świetlny będący potwierdzeniem wykonania zadania. 4. Lot w rejonach górskich, gdzie należało odszukać kilka znaków oraz zidentyfikować 10 obiektów na podstawie zdjęć. Punktowana była regularność przelotu. 5. brak danych |
| 16  | Lotnisko Rakowice-Czyżyny                                      | 13–18.09.1966    | 1. Władysław Gawlik i Stanisław Bryzgalski 2. Mieczysław Dąbkowski i Eugeniusz Dorosiewicz (Gdańsk) 3. Ryszard Pilch i Zdzisław Szczęsny (Kraków)                                                                                                | 16                  | 5 1. WPT wyjściowym punktem trasy, czyli pierwszego etapu imprezy były Kielce. Tu drogą radiową piloci otrzymywali zadania, które w drodze do Krakowa musieli wykonać. 2. Lot po trasie łamanej (500 km) w dzień. 3. Lot po obwodzie koła, którego centrum stanowił Kraków. Piloci mieli odnaleźć 10 punktów i w ich pobliżu (promień 1,5 km) zidentyfikować obiekty w terenie z otrzymanymi w chwili startu zdjęciami 4. Nocny lot nawigacyjny (400 km) 5. 2 km lot na trasie wokół Krakowa. Piloci mieli za zadanie lecieć po wyznaczonej trasie z sekundową dokładnością i szukać specjalnie wyłożonych znaków. Znaki były ukazywane tylko na okres 1 minuty w chwili kiedy wg obliczeń sędziów samolot miał się nad tym miejscem znajdować. |
| 17  | Lotnisko Nowy Sącz – Łososina Dolna                            | 22–28.09.1970    | 1. Władysław Gawlik i Jerzy Klajmon (Aeroklub krakowski) 2. Józef Krzywda i Jerzy Przystajko (Aeroklub opolski) 3. Zbigniew Starosz i Jan Kamiński (Aeroklub warszawski)                                                                         |                     | 1. Lot okrężny z Krakowa do Nowego Targu zaplanowany na otwarcie nie odbył się z powodu złych warunków atmosferycznych. 2. 23 września lot po trasie okrężnej Nowy Targ – Mszana Dolna – Kalwaria Zebrzydowska – Limanowa – Nowy Targ. 3. Lot po kole. |
| 18  | Kraków                                                         | 30.04–04.05.1975 | 1. Marian Wajda i Alina Kalicka (Aeroklub Krakowski) 2. Jan Baran i Jan Bober (Aeroklub Rzeszowski) 3. Krzysztof Lenartowicz i Mirosława Szneider (Aeroklub Krakowski)                                                                           | 26                  | 1. Zlot gwiaździsty 2. Przelot po wyznaczonej trasie ze zidentyfikowaniem 9 zdjęć obiektów na ziemi 1 maja odwołano dwie konkurencje nawigacyjne ze względu na niski pułap chmur. |
| 19  | Kraków                                                         | 21-26.08.1977    | 1. Alina Kalicka i Mirosława Szneider (Aeroklub Krakowski) 2. Marian Wajda i Mieczysław Przepiórka (Aeroklub Krakowski) 3. Andrzej Bylok i Andrzej Śmielkiewicz (Aeroklub Bielsko-Bialski)                                                       | 20                  | 1. Lot na czas z odnalezieniem 6 znaków na trasie. 2. Przelot po nie znanej liczącej ok. 270-kilometrowej trasie, którą zawodnicy opracowywali na podstawię odnajdywanych kolejno punktów zwrotnych (6 znaków i 6 obiektów rozpoznanych na podstawie zdjęć). 3. Tzw. „poker”, czyli rozpoznawanie obiektów, na podstawie zdjęć. 4. Lot nawigacyjny po krzywce |
| 20  | Lotnisko Kraków – Pobiednik Wielki                             | 30.05–02.06.1979 | 1. Edward Popiołek (Kraków) 2. Krzysztof Lenartowicz (Kraków) 3. Jan Baran (Rzeszów) | 21                  | |
| 21  | Jelenia Góra                                                   | 20-25.05.1980    | 2 1. Krzysztof Lenartowicz i Marian Wajda 2. Jan Baran i Wacław Nycz 3. Witold Świadek i Andrzej Korzeniowski | 21                  | 5 |
| 22  | Lotnisko Kraków – Pobiednik Wielki                             | 27–30.05.1981    | 1. Krzysztof Lenartowicz (Kraków) 2. Wacław Nycz (Rzeszów) 3. Edward Popiołek (Kraków) | 21                  | 3 1. Rozpoznawanie z powietrza obiektów znajdujących się na zdjęciach dostarczanych pilotom w momencie startu, wyszukiwanie specjalnie wyłożonych na ziemi znaków. 2. Zachowywanie wyznaczonej trasy i sekundowej regularności przelotu 3. Próby lądowania na lotnisku w Pobiedniku. |
| 23  |                                                                | 9–12.06.1983     | 1. Witold Świadek 2. Edward Popiołek (Kraków) 3. Krzysztof Lenartowicz (Kraków) | 33                  | 2 |
| 24  |                                                                | 20–24.06.1984    | 1. Ryszard Michalski (Łódź) 2. Zbigniew Chrząszcz (Wrocław) 3. Edward Popiołek (Kraków) | 35                  | 2 1. Lot po trasie Kraków– Miechów – Pińczów – Busko – Nowy Korczyn – Wiślica – Koszyce – Pobiednik |
| 25  |                                                                | 13–16.06.1986    | 1. Marian Wieczorek (Aeroklub Krakowski) 2. Zbigniew Chrząszcz (Aeroklub Wrocławski) 3. Waclaw Wieczorek (Aeroklub Krakowski) | 29                  | 3 trasy nawigacyjne i 4 lądowania 1. Przelot na regularność po trasie 170 km, połączony z próbą obliczeniową (identyfikacja 9 zdjęć i 6 znaków) |
| 26  | Lotnisko Kraków – Pobiednik Wielki                             | 25–28.06.1987    | 1. Włodzimierz Skalik (Aeroklub Częstochowski) 2. Ryszard Michalski (Aeroklub Łódzki) 3. Frantisek Cihlar (Czechosłowacja) | 50                  | 1. Konkurencja nawigacyjna. Zawodnicy mieli do zidentyfikowania 9 zdjęć i odszukania 16 znaków. Na trasie było 8 punktów kontroli czasu. 2. Próba lądowania. |
| 27  | Lotnisko Kraków – Pobiednik Wielki                             | 16–19.06.1988    | 1. Marian Wieczorek 2. Andrzej Marszałek (Rzeszów) 3. Wacław Nycz (Rzeszów) | 40 lub 42           | Przez dwa dni konkurencje nawigacyjne, a w sobotę 18 czerwca „konkurencja na celność lądowania”. |
| 28  |                                                                | 8-10.06.1989     | 1. Janusz Darocha (Częstochowa) 2. Włodzimierz Skalik (Częstochowa) 3. Wacław Nycz (Rzeszów) | 27                  | „Program zawodów obejmował dwie konkurencje nawigacyjne, których trasy prowadziły po terenach południowo-wschodnich, włącznie z górami oraz konkurencje lądowania, składającą się z czterech, oddzielnie punktowanych prób, przy różnych wariantach podejścia do lądowania”. |
| 29  |                                                                | 11-15.06.1991    | 1. Janusz Darocha 2. Wacław Nycz 3. Jan Gruszecki | 17                  | 2 |
| 30  |                                                                | 11-13.06.1992    | 1. Wacław Nycz 2. Włodzimierz Skalik 3. Ryszard Michalski | 28                  | 2 |
| 31  |                                                                | 1993             | 1. Krzysztof Wieczorek 2. Janusz Darocha 3. Włodzimierz Skalik |                     | |
| 32  |                                                                | 1994             | 1. Wacław Nycz 2. Ryszard Michalski 3. Zbigniew Chrząszcz |                     | |
| 33  |                                                                | (czerwiec) 1995  | 1. Ryszard Michalski (Łódź) 2. Krzysztof Wieczorek 3. Wacław Wieczorek | 17                  | |
| 34  |                                                                | 1996             | 1. Wacław Nycz i Jan Gruszecki 2. Marek Kachaniak i Dariusz Zawłocki 3. Janusz Darocha i Zbigniew Chrząszcz |                     | |
| 35  |                                                                | 1997             | 1. Krzysztof Wieczorek 2. Janusz Darocha 3. Marek Kachaniak |                     | |
| 36  |                                                                | 1998             | 1. Jan Gruszecki (Krosno) i Jerzy Markiewicz (Kraków) 2. Włodzimierz Skalik (Częstochowa) i Ryszard Michalski (Łódź) 3. Wacław i Krzysztof Wieczorkowie (Kraków)                                                                                 | 18                  | |
| 37  |                                                                | 1999             | 1. Wacław Wieczorek 2. Ryszard Michalski 3. Włodzimierz Skalik |                     | |
| 38  |                                                                | 2000             | 1. Ryszard Michalski |                     | |
| 39  |                                                                | 2001             | 1. Krzysztof Wieczorek |                     | |
| 40  |                                                                | 2002             | 1. Janusz Darocha |                     | |
| 41  |                                                                | 2003             | 1. Wacław Wieczorek |                     | |
| 42  |                                                                | 2004             | 1. Janusz Darocha |                     | |
| 43  |                                                                | 2005             | 1. Michał Bartler |                     | |
| 44  |                                                                | 2006             | 1. Janusz Darocha |                     | |
| 45  |                                                                | 2007             | 1. Janusz Darocha(Aeroklub Częstochowski) |                     | |
| 46  |                                                                | 2008             | 1. Krzysztof Skrętowicz |                     | |
| 47  |                                                                | 2009             | 1. Wacław Wieczorek |                     | |
| 48  |                                                                | 2010             | 1. Janusz Darocha(Aeroklub Częstochowski) |                     | |
| 49  |                                                                | 2011             | 1. Bolesław Radomski |                     | |
| 50  |                                                                | 2012             | 1. Bolesław Radomski (Aeroklub Pomorski) 2. Janusz Darocha (Aeroklub Częstochowski) 3. Zbigniew Chrząszcz | 29                  | |
| 51  |                                                                | 2013             | 1. Janusz Darocha i Zbigniew Chrząszcz(Aeroklub Częstochowski) | 30                  | |
| 52  | Lotnisko Kraków – Pobiednik Wielki                             | 3-6.09.2014      | 1. Bolesław Radomski (Aeroklub Toruński) 2. Marcin Skalik (Aeroklub Częstochowski) 3. Michał Wieczorek (Aeroklub Krakowski) | 29                  | 2 konkurencje nawigacyjne i 4 oceniane lądowania |
| 53  | Lotnisko Kraków – Pobiednik Wielki                             | 25-28 06.2015    | 1. Michal Wieczorek 2. Janusz Darocha (Aeroklub Częstochowski) 3. Michał Bartler (Aeroklub Stalowowolski) | 31                  | |
| 54  | Lotnisko Kraków – Pobiednik Wielki                             | 23-26 06.2016    | 1. Michał Wieczorek 2. Michał Bartler (Aeroklub Stalowowolski) 3. Bolesław Radomski (Aeroklub Toruński) | 29                  | |
| 55  | Lotnisko Kraków – Pobiednik Wielki                             | 22-25.06.2017    | 1. Bolesław Radomski (Aeroklub Toruński) 2. Michal Wieczorek(Aeroklub Krakowski) 3. Kamil Wieczorek (Aeroklub Krakowski) | 36                  | |
| 56  |                                                                | 2018             | 1. Michal Wieczorek 2. Krzysztof Wieczorek 3. Krzysztof Skrętowicz |                     | |
| 57  |                                                                | 16–18.05.2019    | 1. Michał Bartler (Aeroklub Stalowowolski) 2. Michał Wieczorek(Aeroklub Krakowski) 3. Marcin Skalik (Aeroklub Częstochowski) | 18                  | |
| 58  | Lotnisko Kraków – Pobiednik Wielki                             | 14-19.09.2021    | 1. Michał Bartler 2. Marek Kachaniak 3. Michał Wieczorek | 21                  | Tylko przelot na 1 trasie nawigacyjnej. Konkurencja lądowań i druga trasa zostały odwołane z powodu złej pogody. |
| 59  | Lotnisko Kraków-Pobiednik Wielki                               | 26-29.05.2022    | 1. Marcin Skalik (Aeroklub Częstochowski) 2. Michał Wieczorek (Aeroklub Krakowski) 3. Marcin Chrząszcz (Aeroklub Wrocławski) | 26                  | 2 nawigacyjne i konkurencja lądowań |
| 60. | Lotnisko Kraków-Pobiednik Wielki                               | 11–14. 05.2023   | 1. Michał Wieczorek (Aeroklub Krakowski) 2. Kamil Wieczorek (AK) 3. Marcin Chrząszcz (Aeroklub Wrocławski) | 20                  | 2 konkurencje nawigacyjne i 1 konkurencja lądowań. |
| 61. | Lotnisko Kraków-Pobiednik Wielki                               | 20–23.06. 2024   | 1. Marcin Skalik (Aeroklub Częstochowski) 2. Michał Wieczorek (Aeroklub Krakowski) 3. Michał Bartler (Aeroklub Stalowowolski) | 20                  | 2 konkurencje nawigacyjne i 1 konkurencja lądowań |